# Imeria berndi
Imeria berndi là một loài tò vò trong họ Ichneumonidae.